# Samuel Hill
Samuel Hill, souvent appelé Sam Hill, né le 21 juillet 1985, est un coureur cycliste australien spécialiste de descente VTT. Il a remporté trois championnats du monde de descente en 2006, 2007 et 2010. 
En 2015, il commence la compétition en enduro VTT, et remporte sa première manche des EWS (Enduro World Series) en 2016. En 2017, il se concentre principalement sur l'enduro, délaissant progressivement la descente. Cette même année, il remporte le championnat du monde Enduro World Series.

## Biographie
Sam Hill dispute sa première compétition internationale à l'âge de 16 ans en 2001, cette même année, il termine 3e des championnats du monde junior de descente à Vail.
En 2002, il remporte le Championnat junior d'Australie et devient champion du monde junior à Kaprun, titre qu'il défend avec succès en 2003 à Lugano.
Passé chez les élites, il gagne les championnats du monde de 2006 à Rotorua, 2007 à Fort William et 2010 à Mont Saint Anne. Par ailleurs, il remporte en 2007 et 2009 le classement général de la coupe du monde de descente.
Après avoir fait son chemin dans l'équipe Monster Energy Iron Horse jusqu'à la fin de la saison 2008, il change d'écurie pour courir sous les couleurs de Specialized, toujours cependant en compagnie de Monster Energy. Finalement, il quitte Specialized début 2013 pour rejoindre l'équipe Chain Reaction Cycle Nukeproof.
À partir de 2015, mais surtout de 2016, il découvre l'enduro et devient rapidement compétitif, en gagnant notamment sa première manche d'Enduro World Series à Valberg en 2016. En 2017, il participe quasi exclusivement à des compétitions d'enduro, notamment l'Enduro World Series, mais est tout de même sélectionné pour les championnats du monde de descente à Cairns. Il crée la surprise en s'alignant au départ de la course sur son vélo d'enduro, il finira sixième de la course. 
Le 1er octobre 2017 il remporte le classement général des EWS, devant Adrien Dailly lors de la dernière course à Finale Ligure, en Italie. 

## Particularités
Sam Hill est réputé pour avoir toujours été réfractaire aux pédales automatiques, même sur les circuits très roulants il préfère rouler en pédales plates. 

## Palmarès en VTT

### Championnats du monde de descente
- Élites (3)
  -  Champion du monde  en 2006 (Rotorua, Nouvelle-Zélande)
  -  Champion du monde  en 2007 (Fort William, Écosse)
  -  Champion du monde  en 2010 (Mont Sainte-Anne, Canada)
  - 2e en 2005
  - 3e en 2004 et 2008
  - 5e en 2009
- Junior (2)
  - 3e en 2001 (Vail, USA)
  -  Champion du monde junior  en 2002 (Kaprun, Autriche)
  -  Champion du monde junior  en 2003 (Lugano, Suisse)

### Coupe du monde
- Coupe du monde de descente (2)
  - 21e en 2002
  - 10e en 2003
  - 2e en 2004
  - 2e en 2005 (2 manches)
  - 2e en 2006 (2 manches)
  - 1er en 2007 (3 manches)
  - 2e en 2008 (2 manches)
  - 1er en 2009 (2 manches)
  - 38e en 2010
  - 27e en 2011
  - 5e en 2012
  - 8e en 2013
  - 4e en 2014 (2 manches)
  - 75e en 2015
  - 45e en 2016

### Championnats d'Océanie
- 2006
  -  Champion d'Océanie de descente
- 2007
  -  Champion d'Océanie de descente
- 2023
  -  Champion d'Océanie de descente

### Championnats d'Australie
- Champion d'Australie de descente : 2003 et 2004

### Enduro World Series
- 2016 : 1 victoire
- 2017 : Vainqueur du classement général (1 victoire)

## Distinctions
- VTTiste australien de l'année en 2004, 2005, 2006, 2007, 2008[3]
- VTTiste junior australien de l'année en 2003[3]
- Mountain Bike Hall of Fame : 2024